# بيل ديكس (سياسي)
بيل ديكس هو سياسي أمريكي، ولد في 28 نوفمبر 1962 في جاينسفيل في الولايات المتحدة. نشط حزبياً في Republican Party of Iowa ‏ والحزب الجمهوري.